# Elisabetta Sancassani

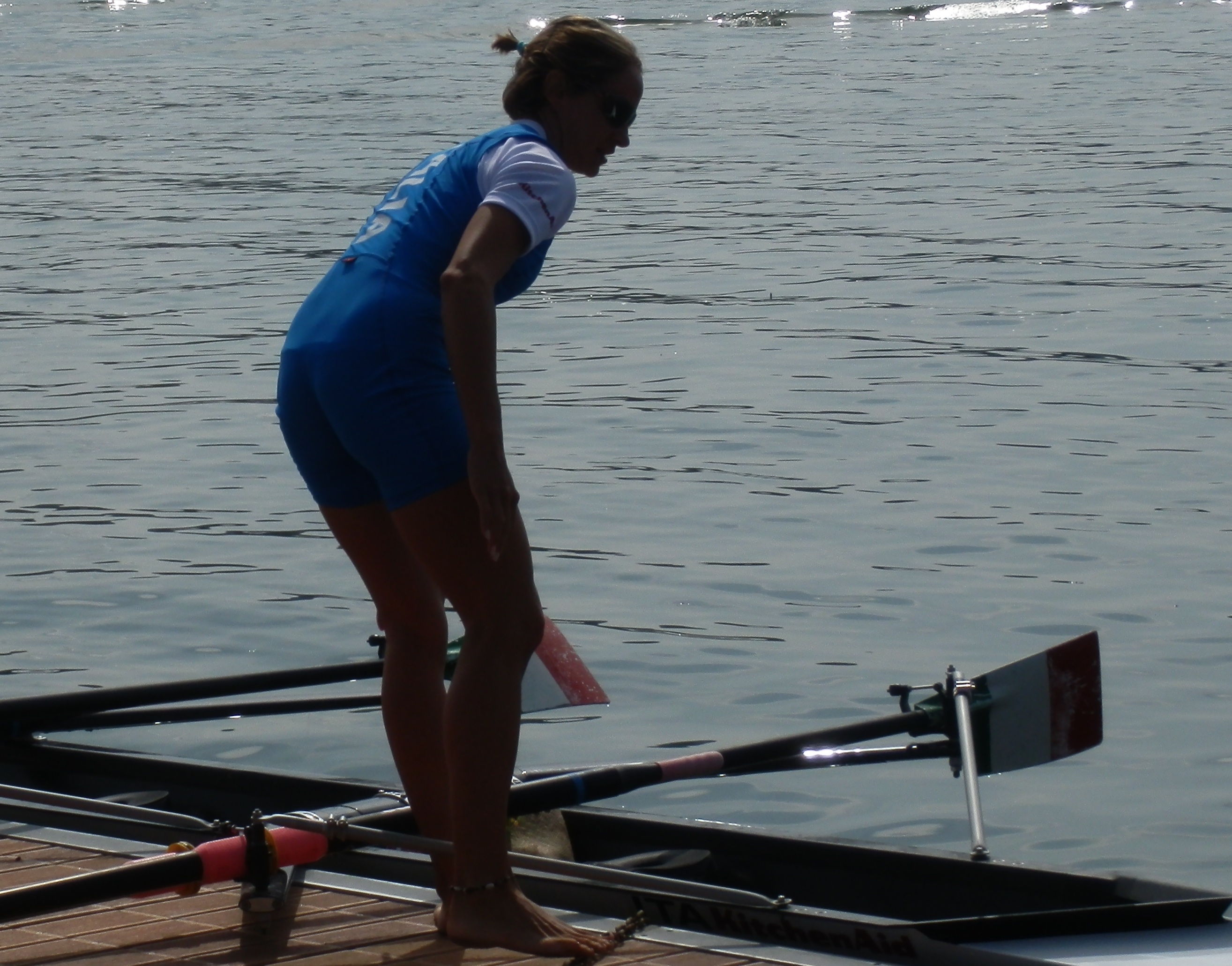
Elisabetta Sancassani 2012 in Varese

Maria Elisabetta Sancassani (* 6. Februar 1983 in Lecco) ist eine ehemalige italienische Ruderin, die einen Weltmeistertitel und drei Europameistertitel gewann.

## Sportliche Karriere
Sancassani begann 1995 mit dem Rudersport. 2001 gewann sie die Bronzemedaille im Doppelzweier bei den Junioren-Weltmeisterschaften. 2002 ruderte sie zusammen mit Gabriella Bascelli und gewann den Titel bei den U23-Weltmeisterschaften in Genua. Anderthalb Monate später traten die beiden bei den Weltmeisterschaften in Sevilla an und erkämpften die Bronzemedaille hinter den Booten aus Neuseeland und Russland. 2003 fanden die Weltmeisterschaften vor heimischem Publikum in Mailand statt, Bascelli und Sancassani belegten den fünften Platz. 2004 erreichten die beiden den achten Platz bei den Olympischen Spielen in Athen.
2005 trat Sancassini bei den Mittelmeerspielen in Almeria im Einer an und gewann den Wettbewerb mit sieben Hundertstelsekunden Vorsprung vor der Französin Caroline Delas. Vier Wochen danach siegten Laura Schiavone und Elisabetta Sancassani im Doppelzweier bei den U23-Weltmeisterschaften. Bei den Weltmeisterschaften 2005 belegten die beiden Italienerinnen den sechsten Platz. 2006 wurden Schiavone und Sancassani Zehnte bei den Weltmeisterschaften in Eton, 2007 folgte der siebte Platz bei den Weltmeisterschaften in München. Zum Saisonausklang 2007 ruderten die beiden auf den fünften Platz bei den Europameisterschaften in Posen. Auch bei den Olympischen Spielen 2008 in Peking traten Schiavone und Sancassani gemeinsam an und belegten den zehnten Platz.
2009 erreichten Schiavone und Sancassani im Ruder-Weltcup den zweiten Platz in Banyoles. Für die Weltmeisterschaften in Posen wechselten sie in den Doppelvierer. Erika Bello, Gabriella Bascelli, Laura Schiavone und Elisabetta Sancassani belegten den vierten Platz mit 3,7 Sekunden Rückstand auf die drittplatzierten Deutschen. Bei den Europameisterschaften 2009 erkämpften die Italienerinnen die Silbermedaille hinter den Ukrainerinnen. Bei den Mittelmeerspielen 2009 in Pescara siegte im Einer die Spanierin Nuria Domínguez vor Elisabetta Sancassani. 2010 trat Sancassani bei den Europameisterschaften in Montemor in zwei Bootsklassen an. Im Doppelzweier gewann sie die Bronzemedaille zusammen mit Laura Schiavone. Im Doppelvierer belegten die beiden zusammen mit Elena Coletti und Giada Colombo den fünften Platz. Bei den Weltmeisterschaften 2010 traten Schiavone und Sancassani nur im Doppelzweier an und belegten den zehnten Platz. Im Jahr darauf ruderten Valentina Calabrese, Giada Colombo, Schiavone und Sancassani im Doppelvierer auf den neunten Platz bei den Weltmeisterschaften 2011. Bei den Europameisterschaften 2011 erreichten Schiavone und Sancassani den vierten Rang. 2012 versuchte sich Sancassani noch im Einer für die Olympischen Spiele zu qualifizieren, schied aber bereits im Hoffnungslauf aus.
Danach wechselte Sancassani zum Leichtgewichts-Rudern. Nachdem sie bei den Weltmeisterschaften 2012 in den nichtolympischen Bootsklassen den siebten Platz im Leichtgewichts-Einer belegt hatte, gewann sie zusammen mit Laura Milani den Titel bei den Europameisterschaften in Varese. Diesen Titel verteidigten die beiden bei den Europameisterschaften 2013, siegten 2013 auch beim Weltcup in Luzern und zum Abschluss der Saison gewannen die beiden den Titel bei den Weltmeisterschaften 2013 in Chungju. 2014 gewannen Milani und Sancassani den dritten Europameistertitel in Folge, bei den Weltmeisterschaften belegten die beiden den sechsten Platz.
Elisabetta Sancassani trat zumindest zeitweilig für Fiamme Gialle an, die Sportabteilung der Guardia di Finanza. Ihr Bruder Franco Sancassani nahm ebenfalls an olympischen Ruderwettbewerben teil.